# Канудус
Канудус (порт. Canudos) — муниципалитет в Бразилии. входит в штат Баия. Составная часть мезорегиона Северо-восток штата Баия. Входит в экономико-статистический микрорегион Эуклидис-да-Кунья, который входит в Северо-восток штата Баия. Население составляет 13 760 человек на 2006 год. Занимает площадь 2984,883 км². Плотность населения — 4,6 чел./км².

## Статистика
- Валовой внутренний продукт на 2003 год составляет 31 626 288,00 реалов (данные: Бразильский институт географии и статистики).
- Валовой внутренний продукт на душу населения на 2003 год составляет 2298,26 реалов (данные: Бразильский институт географии и статистики).
- Индекс развития человеческого потенциала на 2000 год составляет 0,599 (данные: Программа развития ООН).

## География
- Климат местности: тропическая полупустыня.